# رونالد ماتاریتا
رونالد آلبرتو ماتاریتا اولاته (اسپانیایی: Rónald Alberto Matarrita Ulate‎؛ زادهٔ ۹ ژوئیهٔ ۱۹۹۴) بازیکن فوتبال اهل کاستاریکا است.
از باشگاه‌هایی که در آن بازی کرده‌است می‌توان به نیویورک سیتی اشاره کرد.
وی همچنین در تیم ملی فوتبال کاستاریکا بازی کرده‌است.